# Oecomys speciosus
Oecomys speciosus és una espècie de mamífer rosegador de la família dels cricètids. Viu al nord-est de Colòmbia, Trinitat i Tobago i el centre i nord de Veneçuela. Es tracta d'un animal nocturn, semiarborícola i omnívor. Els seus hàbitats naturals són les selves tropicals, els boscos secs i les sabanes. És una espècie en risc mínim, és a dir, no sembla que hi hagi cap amenaça significativa per a la seva supervivència.